# Muzeum Špýchar Prostřední Lhota
Muzeum Špýchar Prostřední Lhota sídlí v historické budově barokní sýpky v Prostřední Lhotě, části obce Chotilsko v okrese Příbram ve Středočeském kraji. Muzeum, které je jednou z poboček Hornického muzea v Příbrami, je zaměřeno na regionální historii a vlastivědu v oblasti středního Povltaví.

## Historie
Barokní špýchar, v němž je expozice umístěna, byl vybudován v Prostřední Lhotě v roce 1770 jako součást zdejšího hospodářského statku řádu Křižovníků s červenou hvězdou. Samotná Prostřední Lhota je poprvé písemně zmiňována v roce 1335. Vesnice byla založena ve 14. století Kucmanem z Hohenstollenu, bohatým měšťanem z Nového Knína, avšak historie zdejšího osídlení je mnohem starší, jak mimo jiné ukazuje i expozice muzea v Prostřední Lhotě. Nejstarší archeologické nálezy v oblasti středního Povltaví, prezentované v expozicích muzea, pocházejí z období pozdního paleolitu až mezolitu, tj. z doby mezi jedenáctým až šestým tisíciletím před naším letopočtem.
Samotné muzeum vzniklo až na počátku 21. století. Na jeho vzniku má především zásluhu obec Chotilsko, která prosazovala záměr využít interiér pozoruhodného a památkově hodnotného špýcharu k výstavním účelům. Historicky cenná barokní sýpka, která je v majetku rytířského řádu Křižovníků s červenou hvězdou, byla rekonstruována a muzeum bylo slavnostně otevřeno 2. července 2004.

## Expozice
Zaměření muzea je charakterizováno jeho doplňujícím, popisnějším názvem „Muzeum života venkovského obyvatelstva středního Povltaví“. Obsah expozice je proto soustředěn především na nejrůznější oblasti života zdejších obyvatel v 19. a 20. století, avšak jsou zde zastoupena i další témata. Nejstarší historii regionu je věnována archeologická část expozice, v níž jsou mimo jiné představeny výsledky průzkumu keltského oppida v Hrazanech na Sedlčansku, které v uvedené lokalitě existovalo zhruba ve 2. století před n. l. Návštěvník se zde může seznámit i s ukázkami z mnohem starší doby, počínaje obdobím pozdního paleolitu nebo s o něco mladšími nálezy z oblasti Kozích Hor, pocházejícími z období mezolitu a neolitu (sedmé až páté tisíciletí před n. l.). 
Pozornost je věnována i historii kolonizace krajiny kolem Vltavy, která probíhala od 9. až 10. století a vyvrcholila ve 13. až 15. století Není opomenuta ani historie těžby zlata, která byla v regionu nejvíce rozvinuta v 16. století. Výstava zmiňuje také proměny krajiny kolem Vltavy, zejména v souvislosti s výstavbou vltavské kaskády v průběhu 20. století. Část expozice je vyhrazena výstavě o působení rytířského řádu Křižovníků s červenou hvězdou ve středních Čechách, zejména v oblasti Novoknínska. Ve výstavních prostorách nechybějí ani informace o některých místních zajímavostech, jako je například výstavka o tradici místních závodů silničních motocyklů, doplněná ukázkami historických strojů.

## Přístup
Muzeum se nachází v jihovýchodní části Prostřední Lhoty přímo u silnice č. 102,  která vede z Prahy do Milevska. Nedaleko barokního špýcharu je autobusová zastávka Chotilsko, Prostřední Lhota, na které zastavují autobusy linky č. 360 Pražské integrované dopravy z Prahy-Smíchovského nádraží do Sedlčan. V květnu, září a říjnu je muzeum otevřeno o víkendech, od června do srpna denně mimo pondělí.